# Cronica păsării-arc
Cronica păsării-arc (japoneză : ねじまき鳥クロニクル, Nejimaki-dori Kuronikuru) este un roman de Haruki Murakami. 
Ediția japoneză a fost publicată pentru prima oară ca și carte în 1994-1995 (după ce prima parte apăruse între 1992 și 1993 serializată în revista literară Shinchō), iar ediția română a fost publicată de Editura Polirom în 2004. 
Romanul este despre un șomer, fost angajat într-un birou de avocatură, Toru Okada, care trăiește o viață tipică suburbană în Tokio, cu nevasta Kumiko, care lucrează la o editură de reviste, și cu motanul poreclit "Noboru Wataya". Viața protagonistul este dată peste cap de dispariția pisicii, care duce la o serie de evenimente din ce în ce mai ieșite din normal și la întâlniri cu diverse personaje, fiecare cu o poveste de spus. De asemenea, romanul examinează rolul Japoniei în al Doilea Război Mondial, mai ales în statul marionetă Manciukuo.

## Personaje
- Toru Okada
- Kumiko Okada
- Noboru Wataya
- May Kasahara
- Lieutenant Mamiya
- Creta Kano
- Nutmeg Akasaka
- Cinnamon Akasaka

## Recepție
Cronica păsării-arc a primit Premiul Yomiuri pentru Ficțiune în anul 1995. 